# Campionati europei di hockey su pista 1996
I Campionati Europei 1996 sono stati la 42ª edizione dei campionati europei di hockey su pista; la manifestazione venne disputata in Italia a Salsomaggiore Terme dal 12 al 19 ottobre 1996.

La competizione fu organizzata dalla Comité Européen de Rink-Hockey.

Il torneo fu vinto dalla nazionale portoghese per la 19ª volta nella sua storia.

## Città ospitanti e impianti sportivi
| CITTÀ               | IMPIANTO  | CAPIENZA |
| Salsomaggiore Terme | Palasport | ?        |

## Svolgimento del torneo

### Risultati
| Salsomaggiore Terme ottobre 1996 | Austria | 5 – 9 | Belgio | Palasport |

| Salsomaggiore Terme ottobre 1996 | Austria | 1 – 12 | Francia | Palasport |

| Salsomaggiore Terme ottobre 1996 | Austria | 2 – 5 | Germania | Palasport |

| Salsomaggiore Terme ottobre 1996 | Austria | 0 – 3 | Inghilterra | Palasport |

| Salsomaggiore Terme ottobre 1996 | Austria | 0 – 18 | Italia | Palasport |

| Salsomaggiore Terme ottobre 1996 | Austria | 2 – 23 | Portogallo | Palasport |

| Salsomaggiore Terme ottobre 1996 | Austria                         | 0 – 10 | Spagna | Palasport\| Arbitro: \| Albert Van Doren Philippe Aubre \| |
| Arbitro:                         | Albert Van Doren Philippe Aubre |        |        |                                                            |

| Salsomaggiore Terme ottobre 1996 | Austria | 3 – 11 | Svizzera | Palasport |

| Salsomaggiore Terme ottobre 1996 | Belgio | 0 – 8 | Francia | Palasport |

| Salsomaggiore Terme ottobre 1996 | Belgio | 2 – 7 | Germania | Palasport |

| Salsomaggiore Terme ottobre 1996 | Belgio | 4 – 1 | Inghilterra | Palasport |

| Salsomaggiore Terme ottobre 1996 | Belgio | 0 – 34 | Italia | Palasport |

| Salsomaggiore Terme ottobre 1996 | Belgio | 0 – 22 | Portogallo | Palasport |

| Salsomaggiore Terme ottobre 1996 | Belgio                  | 1 – 22 | Spagna | Palasport\| Arbitro: \| Rego Lamela Glyn Thomas \| |
| Arbitro:                         | Rego Lamela Glyn Thomas |        |        |                                                    |

| Salsomaggiore Terme ottobre 1996 | Belgio | 0 – 3 | Svizzera | Palasport |

| Salsomaggiore Terme ottobre 1996 | Francia | 3 – 2 | Germania | Palasport |

| Salsomaggiore Terme ottobre 1996 | Francia | 6 – 0 | Inghilterra | Palasport |

| Salsomaggiore Terme ottobre 1996 | Francia | 1 – 11 | Italia | Palasport |

| Salsomaggiore Terme ottobre 1996 | Francia | 0 – 5 | Portogallo | Palasport |

| Salsomaggiore Terme ottobre 1996 | Francia | 1 – 6 | Spagna | Palasport |

| Salsomaggiore Terme ottobre 1996 | Francia | 2 – 3 | Svizzera | Palasport |

| Salsomaggiore Terme ottobre 1996 | Germania | 5 – 3 | Inghilterra | Palasport |

| Salsomaggiore Terme ottobre 1996 | Germania | 2 – 12 | Italia | Palasport |

| Salsomaggiore Terme ottobre 1996 | Germania | 2 – 6 | Portogallo | Palasport |

| Salsomaggiore Terme ottobre 1996 | Germania | 1 – 7 | Spagna | Palasport |

| Salsomaggiore Terme ottobre 1996 | Germania | 1 – 3 | Svizzera | Palasport |

| Salsomaggiore Terme ottobre 1996 | Inghilterra | 1 – 18 | Italia | Palasport |

| Salsomaggiore Terme ottobre 1996 | Inghilterra | 2 – 15 | Portogallo | Palasport |

| Salsomaggiore Terme ottobre 1996 | Inghilterra                   | 0 – 17 | Spagna | Palasport\| Arbitro: \| Alfonso Bove Albert Van Doren \| |
| Arbitro:                         | Alfonso Bove Albert Van Doren |        |        |                                                          |

| Salsomaggiore Terme ottobre 1996 | Inghilterra | 0 – 5 | Svizzera | Palasport |

| Salsomaggiore Terme ottobre 1996 | Italia | 2 – 5 | Portogallo | Palasport |

| Salsomaggiore Terme ottobre 1996 | Italia | 4 – 0 | Spagna | Palasport |

| Salsomaggiore Terme ottobre 1996 | Italia | 3 – 1 | Svizzera | Palasport |

| Salsomaggiore Terme ottobre 1996 | Portogallo | 5 – 2 | Spagna | Palasport |

| Salsomaggiore Terme ottobre 1996 | Portogallo | 7 – 1 | Svizzera | Palasport |

| Salsomaggiore Terme ottobre 1996 | Spagna                   | 9 – 1 | Svizzera | Palasport\| Arbitro: \| Alfonso Bove Rego Lamela \| |
| Arbitro:                         | Alfonso Bove Rego Lamela |       |          |                                                     |

### Classifica
|    | Squadra     | PT | G | V | N | P | GF  | GS  | Diff. |
| -- | ----------- | -- | - | - | - | - | --- | --- | ----- |
| 1. | Portogallo  | 16 | 8 | 8 | 0 | 0 | 88  | 11  | +77   |
| 2. | Italia      | 14 | 8 | 7 | 0 | 1 | 102 | 10  | +92   |
| 3. | Spagna      | 12 | 8 | 6 | 0 | 2 | 73  | 13  | +60   |
| 4. | Svizzera    | 10 | 8 | 5 | 0 | 3 | 28  | 25  | +3    |
| 5. | Francia     | 8  | 8 | 4 | 0 | 4 | 33  | 28  | +5    |
| 6. | Germania    | 6  | 8 | 3 | 0 | 5 | 25  | 38  | -13   |
| 7. | Belgio      | 4  | 8 | 2 | 0 | 6 | 16  | 102 | -86   |
| 8. | Inghilterra | 2  | 8 | 1 | 0 | 7 | 10  | 70  | -60   |
| 9. | Austria     | 0  | 8 | 0 | 0 | 8 | 13  | 91  | -78   |

## Campioni
| Campione d'Europa 1996 |
| ---------------------- |
| Portogallo 19º titolo  |